# 周景 (明朝)
周景（？—1495年），字德彰，安阳（今河南省安阳市）人，明朝驸马。周晟之弟。

## 生平
周景体魄魁伟，容貌俊美，廉静祥雅，好学能书。
天顺五年（1461年）明英宗招他为驸马，娶明英宗皇女重庆公主。
他深得英宗皇帝宠爱。英宗举行巡游、宫宴，周景经常随从。周景以诗书见长，此外无所爱好。
明宪宗即位，命周景掌管宗人府之事。他居官廉洁谨慎，理事有条有理。
明孝宗弘治八年（1495年）周景去世。